# Monte Monaco di Gioia
Il Monte Monaco di Gioia (1.332 m s.l.m.) è un propaggine del massiccio del Matese sito nella Valle Telesina condiviso dai comuni di Gioia Sannitica, Faicchio e di San Lorenzello.
Il monte Monaco di Gioia viene talvolta erroneamente confuso con il vicino Monte Erbano. Parte del crinale funge da confine tra le province di Benevento e Caserta.
Il monte Monaco di Gioia è composto dalle cime:
- la Forcina 1187 metri.
- la Pizzuta 1214 metri.
- Colle La Sella 1105 metri.

In questo gruppo montuoso si trovano le sorgenti del fiume Titerno.

## Storia
Nei secoli scorsi e anche su molte pubblicazioni il monte Monaco di Gioia veniva confuso con il Monte Erbano per il fatto che gli abitanti del posto chiamavano tutto il massiccio composto dai due monti e le varie cime con il nome "Muntruan".